# Święta Dolina Inków

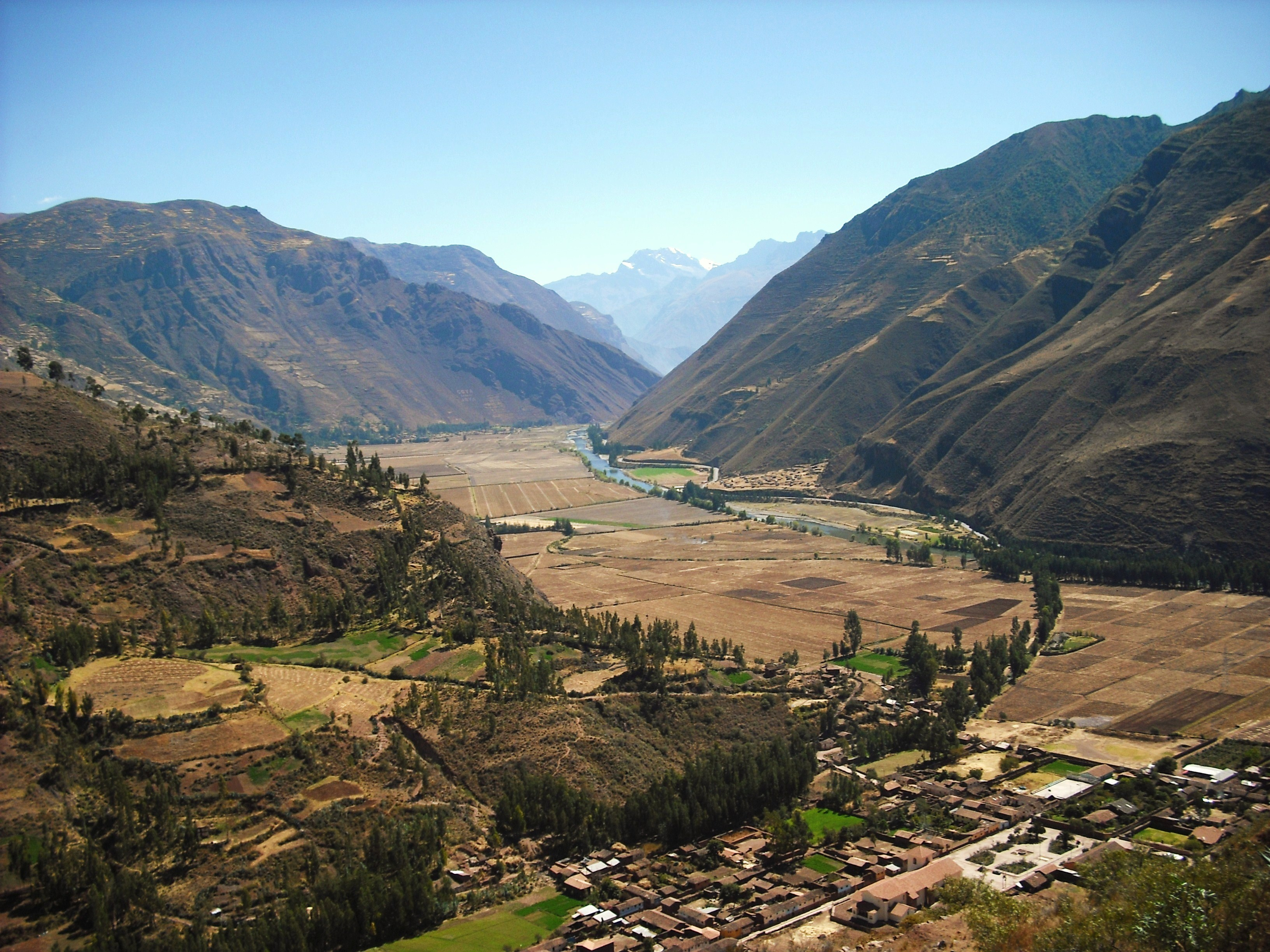
Święta Dolina Inków

Święta Dolina Inków (hiszp. Valle Sagrado de los Incas) – dolina w Andach peruwiańskich, w pobliżu miasta Cuzco, stanowiąca niegdyś rdzeń imperium Inków. Została utworzona przez rzekę Urubamba i jej dopływy. W dolinie znajduje się szereg stanowisk archeologicznych związanych z kulturą inkaską.